# Павле Орловић
Павле Орловић је легендарни српски јунак Косовског циклуса епских народних песама. У историјским изворима о њему нема података, док је према народној песми „Косовка девојка“, он преминуо након Косовског боја 1389. године, од рана задобијених у њему. Урош Предић га је представио на својој слици Косовка девојка из 1919. године на самрти, а Паја Јовановић је на својој монументалној композицији „Проглашење Душановог законика“ из 1900. године насликао његовог наводног претка, Гргура Орловића.

## Предања о његовом пореклу и животу
Према народном предању, Павле је био син војводе Вука, који је управљао Соко Градом близу Дрине, код данашње Љубовије. Сам Павле је био војвода рударског града Ново Брдо, а управљао је и поседима свога оца на планини Рудник у Шумадији.
По народном предању, када се враћао са Косова Поља, где се борио као витез и војсковођа под кнезом Лазаром подлегао је ранама задобијеним у Косовском Боју 1389. Сахрањен у селу Осоница код Ивањице и на његовом гробу је саграђена црква брвнара.
Ова информација о његовом гробу није званично никад потврђена, али је приликом посете тима археолога из Београда на тој локацији пронађена надгробна плоча из 14. века која потврђује легенде о томе да је ту неки косовски јунак сахрањен.
Српски историчар Јован Мишковић, сакупио је у Теочину народна казивања и забележио их, у којима се наводи да је Орловић са својих 77 другова отишао на Косово и није се вратио.